# Oribatella minuta
Oribatella minuta är en kvalsterart som beskrevs av Banks 1896. Oribatella minuta ingår i släktet Oribatella och familjen Oribatellidae. Inga underarter finns listade i Catalogue of Life.